# Lorenzo Diaz
Lorenzo Justiniano Diaz Casado (Madrid, 1961) é um matemático espanhol, professor da Pontifícia Universidade Católica do Rio de Janeiro. Obteve um doutorado em 1990 nao Instituto de Matemática Pura e Aplicada, orientado por Jacob Palis, com a tese Bifurcações e Ciclos Heterodimensionais. Foi palestrante convidado do Congresso Internacional de Matemáticos no Rio de Janeiro (2018: Nonhyperbolic ergodic measures).